# Amen 81
Amen 81 ist eine Hardcore/Crustcore-Band aus Nürnberg. Zu Beginn hieß sie noch Corpus Christi. Diesen Namen ersetzten sie jedoch bald durch „Amen 81“ nachdem sie ein Auto mit dem Nummernschild „AM - EN 81“ gesehen haben. Die Band spielt in klassischer Besetzung von Gitarre, Bass und Schlagzeug, wobei alle drei Mitglieder singen. Textlich wird ein breites Spektrum überwiegend linker, politischer Themen in deutscher Sprache verarbeitet. So thematisiert etwa das Lied Races high aus dem Jahr 2006 die geschichtsrevisionistische Vereinnahmung der Bombardierung Dresdens durch diverse Gruppierungen und einen generellen Geschichtsrevisionismus in Bezug auf die deutsche NS-Vergangenheit.
Alle Veröffentlichungen der 1994 gegründeten Band sind ausschließlich auf Vinyl erhältlich. Einzige Ausnahme bilden Samplerbeiträge und die Alben ab Attack of the Chemtrails, die auch auf Tape erschienen sind.

## Diskografie
- 1995: amen 81 (7", D.I.Y.)
- 1996: Stadtfeind (10", Bilharziose)
- 1997: Split mit Burned Out (LP)
- 1999: Zurück aus Tasmanien (LP, Bilharziose)
- 2003: mit 3 PS (LP, SKULD Releases)
- 2006: Corpus Christi – (Doppel-LP, Twisted Chords, Zusammenstellung der alten, ausverkauften Scheiben und einiger unveröffentlichter Lieder vom Split-Tape mit Nebel, die 7", die Stadtfeind, die Zurück aus Tasmanien)
- 2006: The Hit Pit (LP, D.I.Y. auf 3ps Schallplatten)
- 2007: Split mit Bubonix (EP, Matula Records)
- 2010: Split mit NeinNeinNein (LP, Twisted Chords)
- 2018: Attack of the Chemtrails (LP, Tape, Twisted Chords)
- 2023: Musik aus der Bayerischen Staatskanzlei (LP, MY RUIN)

Dazu kommt eine große Anzahl an Songs als Beitrag für (Tape-)Sampler.